# Diamante Eléctrico
Diamante Eléctrico es una banda de rock colombiana formada en el año 2012. La conforman Juan Galeano en la voz principal y el bajo, Daniel Álvarez en la guitarra, y Andrés Kenguan en guitarra y sintetizadores. Esta agrupación ha participado en más de 250 presentaciones en importantes festivales nacionales e internacionales como el Rock al parque, Festival Internacional Altavoz, el festival Estéreo Picnic, el Vive Latino, el festival Culture Collide en Los Ángeles, el Festival de las Juventudes en México, Coachella Valley Music and Arts Festival y en el Latin Alternative Music Conference en Nueva York, además de haber sido invitados especiales del concierto de Foo fighters y teloneros del concierto de The Rolling Stones en Bogotá, en 2015 y 2016 respectivamente. Han grabado seis álbumes de estudio más uno de colaboraciones con otros artistas importantes: Diamante Eléctrico (2013), "B" (2015), este ganador del premio Grammy latino a mejor álbum rock y reconocido por la revista Rolling Stone de Colombia como el disco más importante de 2015, y en el 2016 reclutan a Josh Smith, ingeniero reconocido por trabajar con Jack White, Beck, entre otros, para grabar su tercer disco titulado La Gran Oscilación, lanzado en plataformas digitales el 20 de octubre del mismo año.

## Discografía
- Diamante Eléctrico (2013)
- B (2015)
- La Gran Oscilación (2016)
- Buitres (2018)
- Buitres & Co. (2019)
- Mira Lo Que Me Hiciste Hacer (2021)
- Leche De Tigre (2023)
- Malhablado (2024)

## Premios y nominaciones

### Premios Grammy Latinos
| Año  | Trabajo nominado             | Categoría            | Resultado |
| ---- | ---------------------------- | -------------------- | --------- |
| 2015 | B                            | Mejor Álbum Pop/Rock | Ganador   |
| 2015 | Todo Va A Arder              | Mejor Canción Rock   | Nominado  |
| 2017 | La Gran Oscilación           | Mejor Álbum Pop/Rock | Ganador   |
| 2017 | Déjala Rodar                 | Mejor Canción Rock   | Ganador   |
| 2021 | Suéltame, Bogotá             | Grabación del año    | Nominado  |
| 2021 | A veces                      | Canción del año      | Nominado  |
| 2021 | Mira Lo Que Me Hiciste Hacer | Mejor Álbum Pop/Rock | Nominado  |
| 2021 | Déjala Rodar                 | Mejor Canción Rock   | Nominado  |
| 2023 | Leche de Tigre               | Mejor Canción Rock   | Ganador   |

### Premios Nuestra Tierra
| Año  | Trabajo nominado                      | Categoría                          | Resultado |
| ---- | ------------------------------------- | ---------------------------------- | --------- |
| 2020 | Oro (feat. LosPetitFellas)            | Canción alternativa / Rock del Año | Nominado  |
| 2021 | Diamante Eléctrico                    | Artista alternativa / Rock del Año | Nominado  |
| 2022 | Suéltame Bogotá                       | Canción alternativa / Rock del Año | Nominado  |
| 2023 | Diamante Eléctrico                    | Artista alternativa / Rock del Año | Nominado  |
| 2024 | Leche de Tigre (feat. Adrián Quesada) | Canción alternativa / Rock del Año | Ganador   |

### Premios SHOCK
| Año  | Trabajo nominado   | Categoría          | Resultado |
| ---- | ------------------ | ------------------ | --------- |
| 2013 | Diamante Eléctrico | Mejor Artista Rock | Nominado  |

- Premio POTQ de Chile, como “Banda Revelación Iberoamericana” en 2013.[5]